# Vol American Airlines 77
Le vol American Airlines 77 est un vol intérieur de passagers détourné par cinq terroristes d'Al-Qaïda dans le cadre des attentats du 11 septembre 2001. Les kamikazes font délibérément s'écraser l'avion contre le Pentagone à Washington, tuant les 59 autres personnes à bord et 125 personnes au sol. L'avion impliqué, un Boeing 757-200, faisait la liaison transcontinentale quotidienne entre les aéroports internationaux de Dulles, à Washington DC et de Los Angeles en Californie.
D'après les conclusions de l'enquête officielle, trente minutes après le décollage, les pirates entrent de force dans le poste de pilotage et maîtrisent le commandant de bord et le premier officier. Hani Hanjour, membre d'Al-Qaïda et pilote entraîné, prend le contrôle de l'aéronef. Le vol 77 éteint son transpondeur à 8 h 56 et disparait des écrans radar pendant 36 minutes.
L'appareil s'écrase sur le quartier général du département de la défense des États-Unis à 9 h 37, heure locale. L'impact et l'incendie qui en résulte causent l'effondrement d'une partie du bâtiment. Pendant les travaux de recherches sur le site, les travailleurs trouvent et identifient la quasi-totalité des restes des victimes et des terroristes du vol 77 ainsi que ceux des personnels du Pentagone tués dans l'attentat.

## Terroristes
- Hani Hanjour, Arabie saoudite, pilote siège 1B
- Nawaf al-Hazmi, Arabie saoudite, siège 5E
- Salem al-Hazmi, Arabie saoudite, siège 5F
- Khalid al-Mihdhar, Arabie saoudite, siège 12B
- Majed Moqed, Arabie saoudite, siège 12A

Hanjour est le premier des terroristes à venir aux États-Unis en 1991, bien avant de se radicaliser. Après plusieurs cours de pilotage cette même année aux États-Unis à Scottsdale, il reçoit sa licence de pilote commercial en avril 1999.
Susan Khalil, qui a hébergé Hanjour lors de son séjour en Arizona à partir de 1996, déclare : « Je n'avais pas le sentiment qu'il me détestât ou qu'il détestât les Américains. […] Il était très gentil envers mon fils, qui avait trois ans. »
Marilyn Ladner, vice-présidente de l'académie aéronautique internationale de Pan Am, déclare : « Le personnel pensait que c'était un type très sympathique… Personne ne le soupçonnait d’activités criminelles. »
Abul-Rahman Hanjour, frère aîné d'Hani déclare : « On pensait qu'il aimait les États-Unis… Je pensais qu'il donnerait sa vie pour sauver des vies, pas pour en détruire. »
Il voulait devenir pilote de ligne pour Saudia mais fut recalé après une mauvaise performance à l'école civile d'aviation de Djeddah. Le frère d'Hanjour expliqua des années plus tard qu'il se radicalisa à la suite de cet épisode.
Hanjour quitta de nouveau l'Arabie saoudite fin 1999, prétextant chercher du travail chez une compagnie aérienne aux Émirats arabes unis mais en réalité se rendit en Afghanistan pour s'entraîner comme combattant au service d'Al-Qaïda où il fut recruté pour former le commando d'un des avions à pirater aux États-Unis du fait de ses compétences en matière de pilotage.
Nawaf al-Hazmi et Khalid al-Mihdhar étaient tous deux des djihadistes respectés aux yeux d'Oussama ben Laden. Ils arrivèrent tous deux aux États-Unis en janvier 2000. Ils s'inscrivirent à une école de pilotage, mais se montrèrent peu performants lors de leurs leçons et à ce moment-là Hanjour fut désigné comme le pirate-pilote.
Ils furent rejoints par Majed Moqed et Salem al-Hazmi au printemps 2001.
Mark Rossini, agent du FBI, déclare à leur propos : « Nous devons en parler au Bureau. Ces gars sont vraiment mauvais. Un d'entre eux au moins possède un visa d'entrée aux États-Unis. Nous devons en parler au FBI. Et ensuite l'officier de la CIA m'a dit : Non, ce n'est pas du ressort du FBI. »,

## Vol
Le vol 77 est assuré par un Boeing 757 en service depuis 1991. L'équipage est composé du commandant Charles Burlingame (diplômé de la Marine et ancien pilote de chasse), du premier officier David Charlebois et des hôtesses de l'air Michelle Heidenberg, Renee May et Jennifer Lewis ainsi que le steward Kenneth Lewis, époux de cette dernière. L'avion peut accueillir 188 personnes mais avec seulement 58 passagers le 11 septembre, il était rempli au tiers à peine de sa capacité. American Airlines confirma que les mardis étaient les jours où il y avait le moins de passagers, avec le même taux de remplissage les mardis depuis trois mois pour le vol 77.

### Embarquement et départ
Khalid al-Mihdhar et Majed Moqed sont les premiers des terroristes à enregistrer leurs bagages à l'aéroport international de Washington-Dulles à 7 h 15. Ils se rendent ensuite au point de contrôle à 7 h 18. Les frères al-Hazmi passent peu après le point de contrôle, à 7 h 29, suivis d'Hani Hanjour à 7 h 35. Hanjour, Mihdhar et Moqed sont sélectionnés par le Computer-Assisted Passenger Prescreening System mais les cinq terroristes embarquent finalement à bord de l'avion sans problème entre 7 h 50 et 7 h 57. Les bagages de Moqed et Salem al-Hazmi sont retenus jusqu'à ce que l'on soit assuré qu'ils aient embarqué.
À bord du vol 77, Hanjour et les frères al-Hazmi s'installent en première classe tandis que Moqed et Mihdhar sont en classe économique. En dehors des cinq terroristes, il y a parmi les passagers 26 hommes, 22 femmes et 5 enfants âgés de trois à onze ans.
John Thompson, un joueur de basket, devait prendre le vol 77 pour se rendre à Los Angeles comme invité à un show télévisé et se rendre le 13 septembre à l'anniversaire d'un ami à Las Vegas. Cependant l'équipe du show changea ses plans au dernier moment afin qu'il voyage le même jour que le show, en l'occurrence le 12.
L'avion devait décoller à 8 h 10 mais du fait du fort trafic le 11 septembre, il ne reçut la clairance pour être poussé qu'à 8 h 9. L'avion décolle finalement à 8 h 20.
À ce moment-là, la Federal Aviation Administration de Boston doit faire face à une situation de crise : le vol American Airlines 11, lui aussi à destination de Los Angeles, vient d'être détourné.
Pendant que le vol 77 augmente son altitude pour atteindre sa croisière, les contrôleurs aériens de Boston entendent les voix des pirates de l'air du vol 11 dans un message adressé aux passagers contenant la phrase : « Nous détenons des avions. » Mais ne remarquent pas encore cet avertissement. Le trafic aérien suit son cours, il n'est pas encore question d'état d'alerte.
À 8 h 40, le vol 77 entre dans l'espace aérien d'Indianapolis. L'avion atteint à 8 h 46 son altitude de croisière. Au même moment, le vol 11 percute la tour Nord du World Trade Center à New York. Les pilotes et les passagers du vol 77, tout comme les autres appareils en l'air, ne sont pas informés de ce qui semblait être un accident aérien.
La dernière transmission radio normale du vol 77 a lieu à 8 h 50 min 51 s. Au même moment, les contrôleurs aériens de New York réalisent que le vol United Airlines 175 vient d'être détourné.

### Détournement

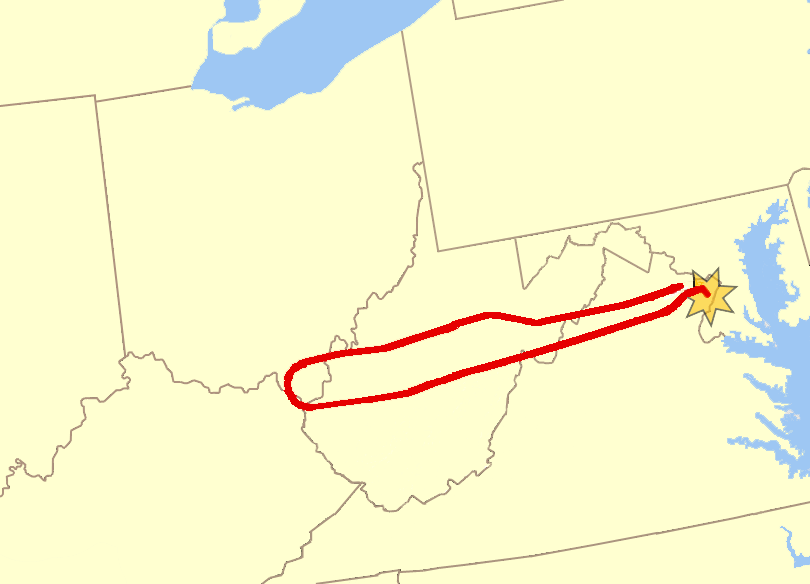
Le trajet du vol 77, d'après la commission d'enquête officielle.

La Commission nationale sur les attaques terroristes contre les États-Unis estime que le vol 77 fut détourné entre 8 h 51 et 8 h 54, une demi-heure après son décollage. À 8 h 54, l'avion commence à dévier de sa trajectoire vers Los Angeles et à 8 h 56, le transpondeur de l'avion est coupé : l'appareil disparait alors des écrans du radar d'Indianapolis. L'avion se dirige vers Washington.
Les pilotes peuvent signaler une urgence en composant un code approprié sur le transpondeur (7500 pour un détournement d'avion, 7600 si la radio est en panne et 7700 pour toute situation de détresse), ce qui ne prend pas plus de 2 ou 3 secondes. Il faut donc supposer que le pilote, Charles Burlingame, n'a pas eu le temps de composer ce code.
Contrairement aux trois autres vols détournés, il n'y a aucune forme de violence envers l'équipage et les passagers ou aucune menace de bombe, et il est probable que les pilotes furent envoyés à l'arrière de l'avion avec le reste des passagers.
L'Indianapolis Center alerte American Airlines à 8 h 58 de la disparition de l'appareil puis prévint d'autres centres de contrôle à 9 h, leur demandant de regarder attentivement leurs écrans radar. À ce moment-là, il n'est pas encore au courant que les vols 11 et 175 sont détournés. À 9 h 9, un communiqué de l'Indianapolis Center annonce que le Boeing 757 s'était probablement écrasé en Virginie occidentale.
American Airlines est mis au courant de la disparition du vol 77 à 9 h 05. À ce moment-là les vols 11 et 175 se sont déjà écrasés dans le World Trade Center. American Airlines émit l'hypothèse que le vol 77 est le second avion qui vient de s'écraser sur la tour sud du World Trade Center (en fait il s'agissait du vol 175). Constatant qu'il s'agissait du deuxième incident impliquant un Boeing d'American Airlines, la compagnie ordonne à tous ses avions de ne pas décoller.

Caméra de vidéosurveillance filmant le crash du vol 77.

Au même moment, le vol 77 réapparait sur les écrans du radar d'Indianapolis au-dessus de la Virginie occidentale, mais les contrôleurs aériens ne le remarquent pas car ils pensent que l'avion se trouve dans le Kentucky. Il entre dans le Washington Center à 9 h 10.
À 9 h 8, l'autopilote du vol 77 est brièvement désengagé avant d'être reconnecté à 9 h 11.
Informé à 9 h 14 du détournement du vol 11 peu après son départ de Boston, l'Indianapolis Center commence à douter du crash du vol 77 et suspecte un détournement.
À 9 h 20, la FAA est informée de la disparition du vol 77. Elle établit à 9 h 24 une ligne ouverte avec d'autres centres de contrôle pour coordonner leurs actions.
À 9 h 21, la FAA demande à la tour de contrôle Reagan de l'aéroport de Dulles de chercher un avion non identifié sur leur radar primaire.
À 9 h 25, la FAA est informée du possible détournement du vol 77.
À 9 h 29, Hani Hanjour réussit à désengager l'autopilote de l'avion. L'avion est à ce moment à 7 000 pieds.
Détecté à l'ouest de Washington par la tour Reagan à 9 h 32, l'avion se dirige vers la zone protégée incluant la Maison-Blanche, le Capitole et le Pentagone. Le contrôle aérien prévint la Présidence (en l'occurrence le vice-président Dick Cheney, George W. Bush se trouvant alors en Floride) de l'approche de cet aéronef inconnu : « Un avion se dirige vers vous et ne communique pas avec nous »
À 9 h 33, la tour de contrôle constate que le vol 77 vient de changer de direction et se rapproche de l'Aéroport national Ronald Reagan : « La rapidité, la manœuvrabilité, la façon dont il tourna, nous pensions tous dans la tour, tous des contrôleurs aériens ayant de l'expérience, qu'il s'agissait d'un avion militaire. On ne vole pas ainsi avec un Boeing 757. C'est beaucoup trop dangereux. »
À 9 h 35, le vol 77 change de nouveau de direction et se rapprocha du District de Columbia. Au même moment le Secret Service ordonne l'évacuation de Dick Cheney de la Maison Blanche. Il est évacué par des agents du Secret Service dans le bunker du Centre opérationnel d'urgence présidentiel de la Maison Blanche.

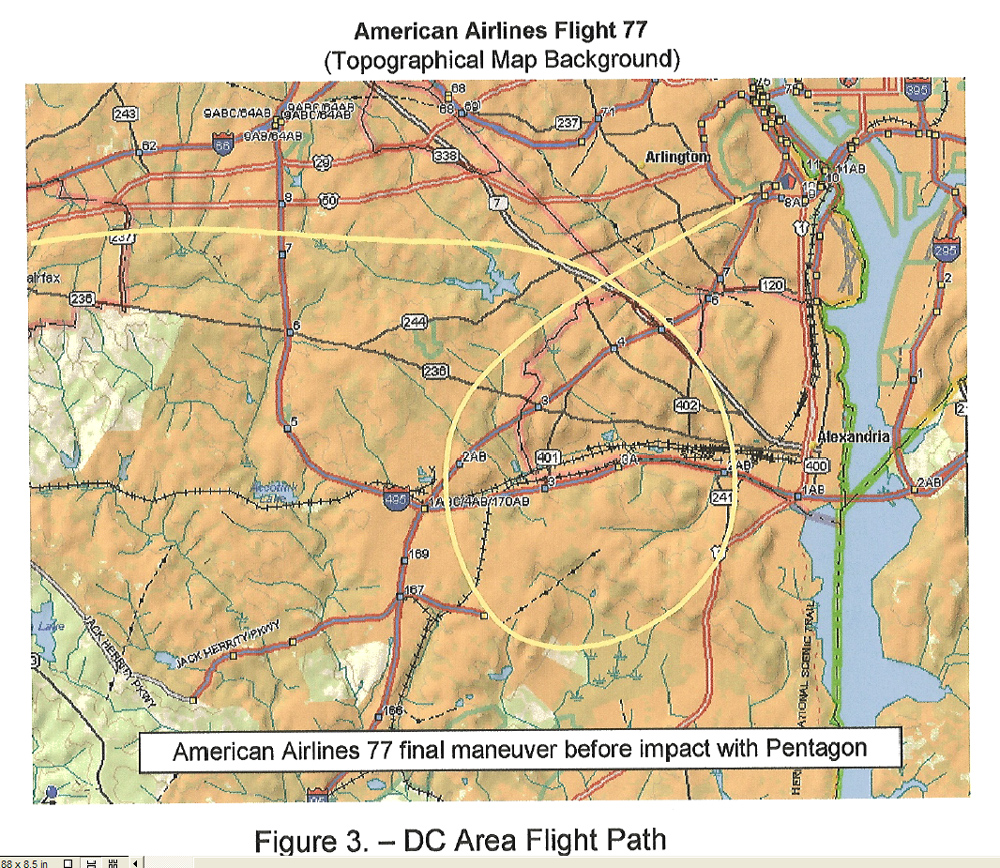
Le trajet du vol 77 (en jaune) à Washington DC juste avant l'impact avec le Pentagone. En abordant l'agglomération urbaine de Washington, l'avion s'engage dans une descente de plus de deux mille mètres accompagnée d'un virage à 330° se terminant par un vol en rase-mottes de plusieurs centaines de mètres.

Les contrôleurs aériens demandent  à Steven O'Brien, pilote d'un avion cargo C-130 Hercules non-armé de la National Guard, de suivre cet avion. Il obtempère et leur signale qu'il s'agit d'un Boeing 767 ou 757 d'American Airlines. O'Brien a des difficultés à suivre le vol 77, ce dernier volant beaucoup trop vite. Il le perd de vue avant d'apercevoir une énorme « boule de feu ». Il pense d'abord que l'avion s'est écrasé au sol. Il voit alors un trou béant dans la façade ouest du Pentagone puis rapporte à la tour de contrôle à 9 h 38 : « Il semble que l'avion s'est écrasé dans le Pentagone, Monsieur. »
Juste avant de s'écraser, le vol 77 arrache avec ses ailes plusieurs lampadaires du Washington Boulevard.

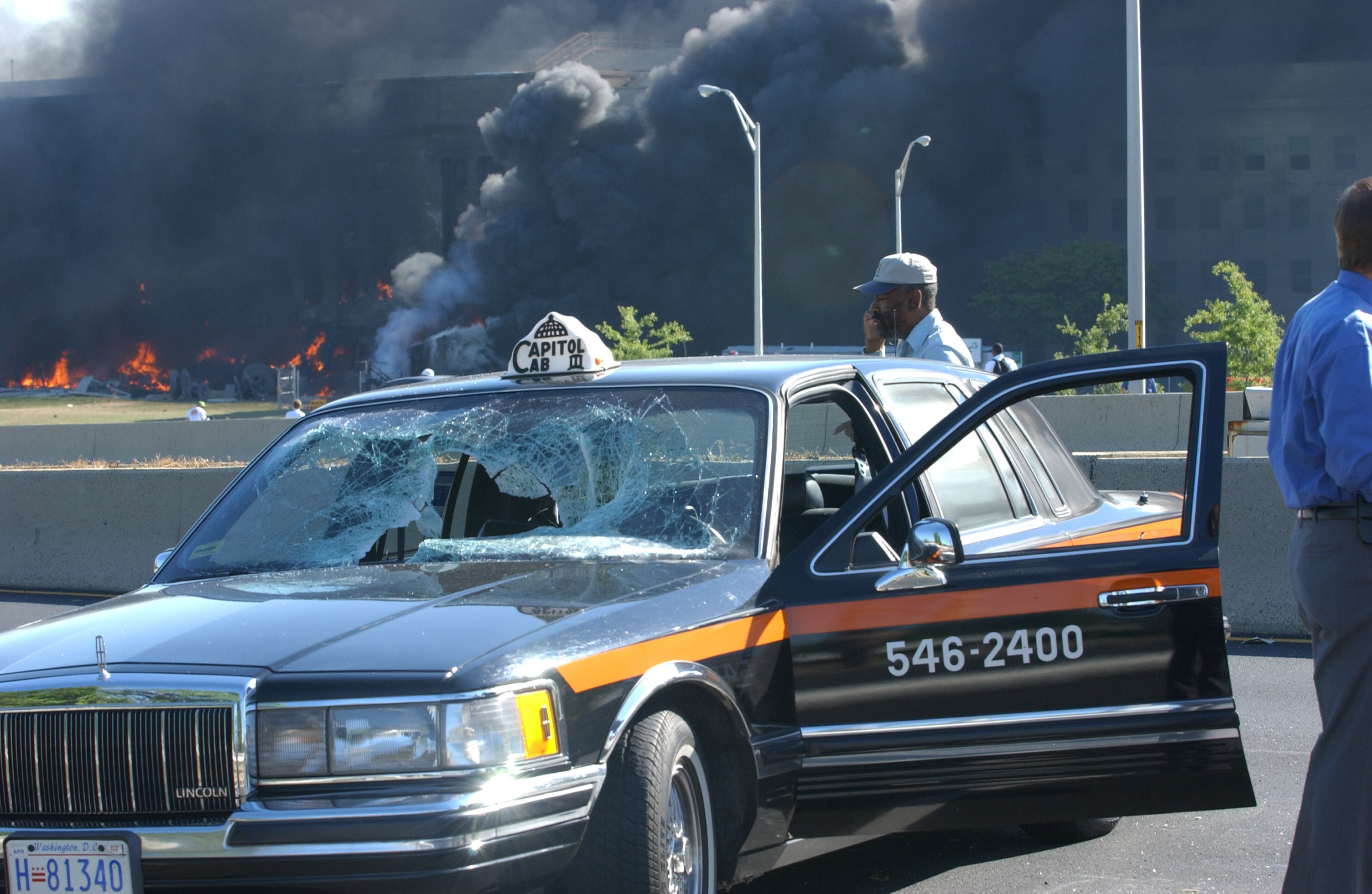
Le taxi de Lloyd England est touché par un poteau électrique alors que le vol 77 passe au-dessus de Washington Boulevard. Au fond le Pentagone en flammes.

### Appels téléphoniques
Deux personnes à bord contactèrent l'extérieur par téléphone.
À 9 h 12, l'hôtesse de l'air Renee May appelle ses parents pour les avertir du détournement de l'avion par six individus. Elle leur demande de prévenir American Airlines, qui est déjà au courant du détournement.
Entre 9 h 16 et 9 h 26, la journaliste Barbara Olson contacte à deux reprises son époux Theodore. Elle l'avertit que les terroristes détiennent des couteaux. Elle lui dit que les pirates de l'air n'étaient pas au courant de son appel et que les pilotes étaient à l'arrière à ses côtés. Enfin elle lui rapporte que le pilote (probablement Hani Hanjour) avait annoncé le détournement de l'avion sur la radio de l'avion. Ted Olson lui demande où elle se trouvait et elle lui répondit que l'avion survolait une zone résidentielle. Il l'informa ensuite des attaques contre le World Trade Center ; elle ne présenta pas de signe de panique.
Ted Olson confiera à Newsweek : « Barbara était calme et rassemblait des informations pour me dire que les terroristes portaient des cutters et des couteaux pour prendre les commandes de l'appareil et avaient repoussé les passagers et l'équipage à l'arrière. Elle m'a demandé : “Ted, qu'est-ce que je peux faire ? Qu'est-ce que je peux dire au pilote ?” Puis, sans explication, elle a coupé. »

### Présence de la chasse aérienne

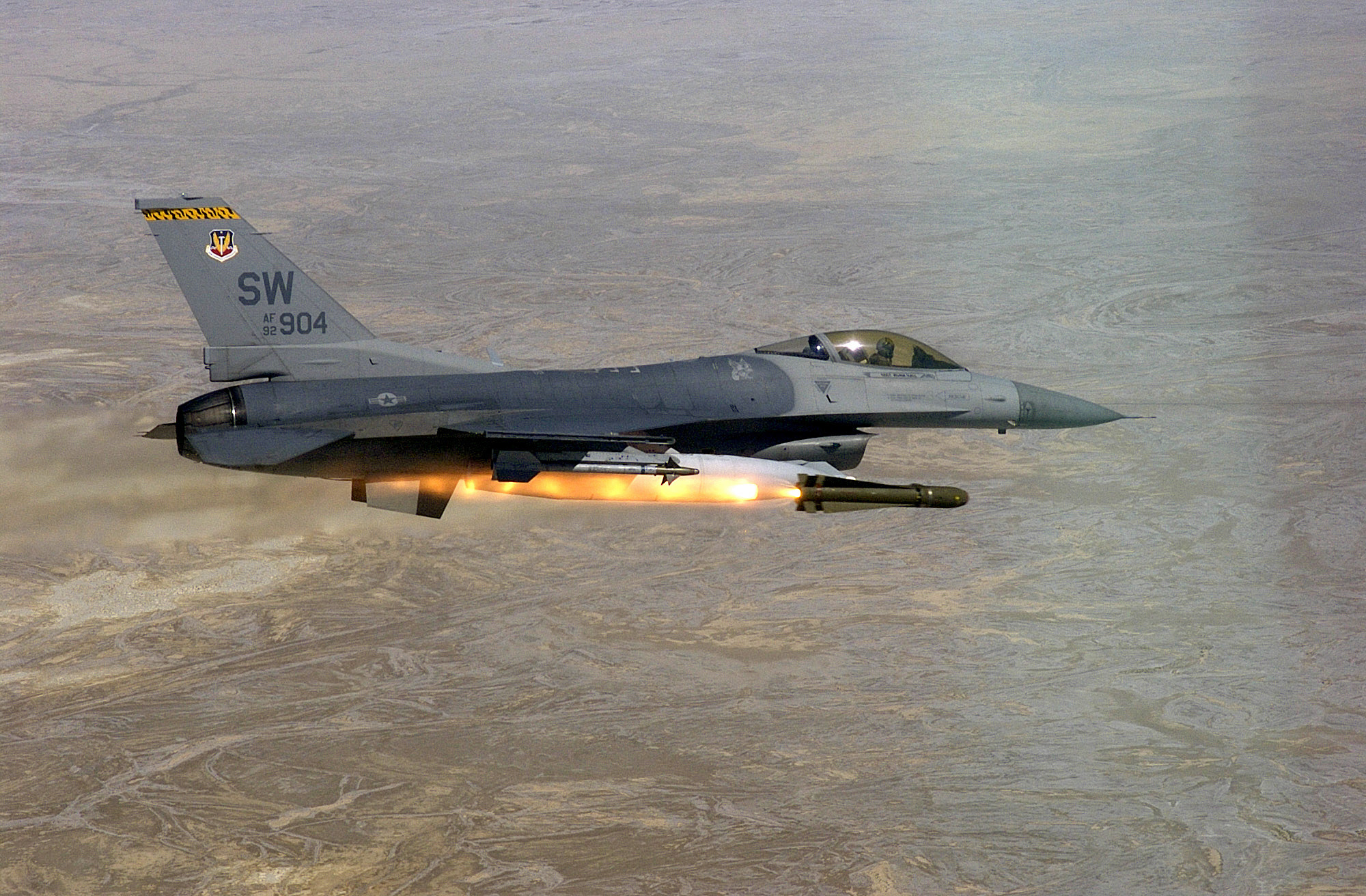
F-16 semblable à ceux déployés le 11 septembre

Pensant que le vol 11 était toujours en l'air au-dessus de Washington, le NORAD fait décoller à 9 h 30 trois chasseurs F-16 du 119th Fighter Wing du North Dakota ANG de la base aérienne de Langley, située à 210 km au sud de Washington.
Selon la commission Kean, les trois F-16 ne furent jamais dirigés par leur base pour atteindre leur « cible », bien que le NEADS leur ait donné l'ordre de rejoindre Washington. Ils y arrivèrent à 9 h 49, douze minutes après le crash du vol 77 dans le Pentagone.
À 9 h 34, la FAA prévient le NEADS que le vol 77 était « manquant ». Deux minutes plus tard, le NEADS fut informé qu'un avion non identifié se dirigeait vers Washington : « Laissez-moi vous dire ça. Nous l'avons cherché. Nous avons aussi perdu l'American 77... Ils ont perdu le contact. Ils ont tout perdu. Et ils ne savent pas où il est ni ce qui s'est passé. »

### Crash

Caméra de surveillance filmant le crash à 9 h 37.

À 9 h 37 min 46 s, le vol 77 percute la façade ouest du Pentagone, le seul secteur du complexe qui était en rénovation, à une vitesse proche de 850 km/h. Les travaux en cours sur le point de s'achever consistaient principalement dans le renforcement de la structure de la façade (poteaux d'acier, couverture de kevlar) contre une éventuelle attaque terroriste. 188 personnes sont tuées sur le coup. Le crash crée une boule de feu, allumant un incendie qui ravage la façade ouest du bâtiment. Plus de 18 000 personnes travaillent au Pentagone au moment du crash.
La rangée de colonnes d'acier est détruite sur une largeur d'une dizaine de mètres à hauteur du rez-de-chaussée. Tout un ensemble de colonnes de soutien des étages en béton fut également détruit immédiatement en arrière de l'impact, mais aussi à une distance importante, sectionnées à la base, d'où l'effondrement de la section d'étages une demi-heure plus tard. À cent mètres de l'impact, exactement dans l'axe de vol, une perforation circulaire de 2,3 mètres de diamètre avait été faite par l'un des réacteurs dans le mur interne de l'anneau C du bâtiment, marqué au-dessus de l'orifice d'un important dépôt de résidus gazeux de combustion et de traces d'une onde de choc (vitres brisées).

#### Réactions

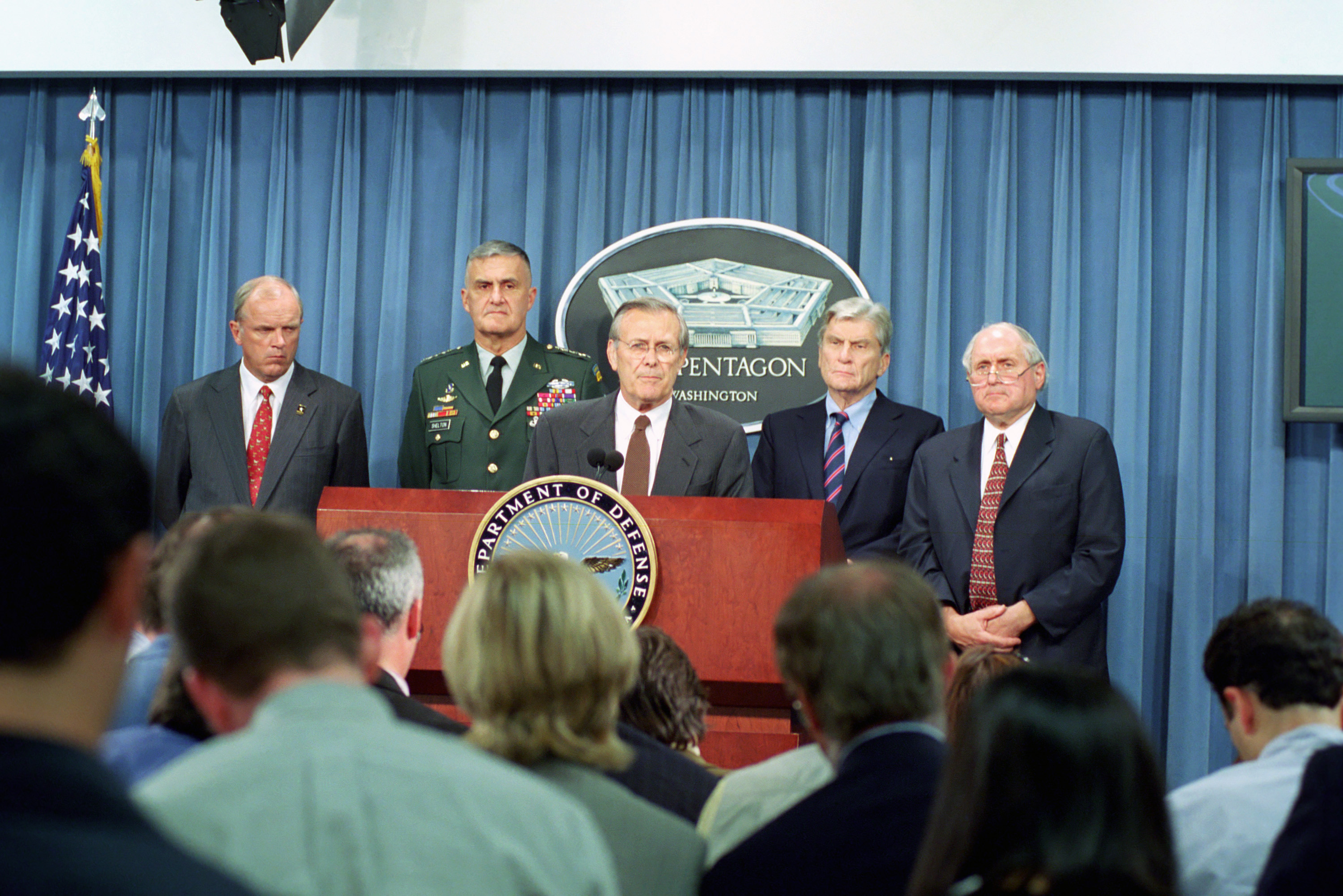
Donald Rumsfeld en conférence de presse quelques heures après le crash

Donald Rumsfeld, le secrétaire à la Défense, en poste au Pentagone (mais dans l'aile Nord-Est, face au Potomac), confirma n'avoir été mis au courant des attentats contre les tours jumelles qu'à 9 h 22 — soit 36 minutes après le premier impact — et pas du tout pour ce qui est du détournement du vol 77.
Les principales chaînes télévisées furent informées peu après du crash. Elles rapportèrent par erreur qu'une voiture piégée avait également explosé. À 9 h 53, CNN confirma le crash d'un avion sur le Pentagone.
À 9 h 42, la FAA ordonna à tous les avions en vol d'atterrir sur l'aéroport le plus proche. L'espace aérien des États-Unis fut ainsi fermé jusqu'au 14 septembre.
À 9 h 43, la Maison-Blanche et le Capitole furent évacués et fermés.

#### Témoignages
« Je ne veux alarmer personne, mais apparemment – je crois qu'il y a eu une explosion il y a quelques instants ici, au Pentagone. » (Jim Miklaszewski, correspondant de NBC au Pentagone)
« J'étais en train de couper l'herbe lorsque j'entendis un bruit incroyable. J'ai ressenti l'impact. Le sol avait été secoué et toute la zone était en feu. Je ne pensais pas qu'une telle chose puisse arriver là. » (Omar Campo)
« J'ai regardé à ma fenêtre et j'ai vu arriver cet avion de ligne d'American Airlines. Et j'ai pensé : “C'est incroyable comme il vole bas.” C'était comme un missile de croisière avec des ailes. Il s'est ensuite écrasé en plein dans le Pentagone. » (Mike Walter, qui roulait sur le Washington Boulevard)

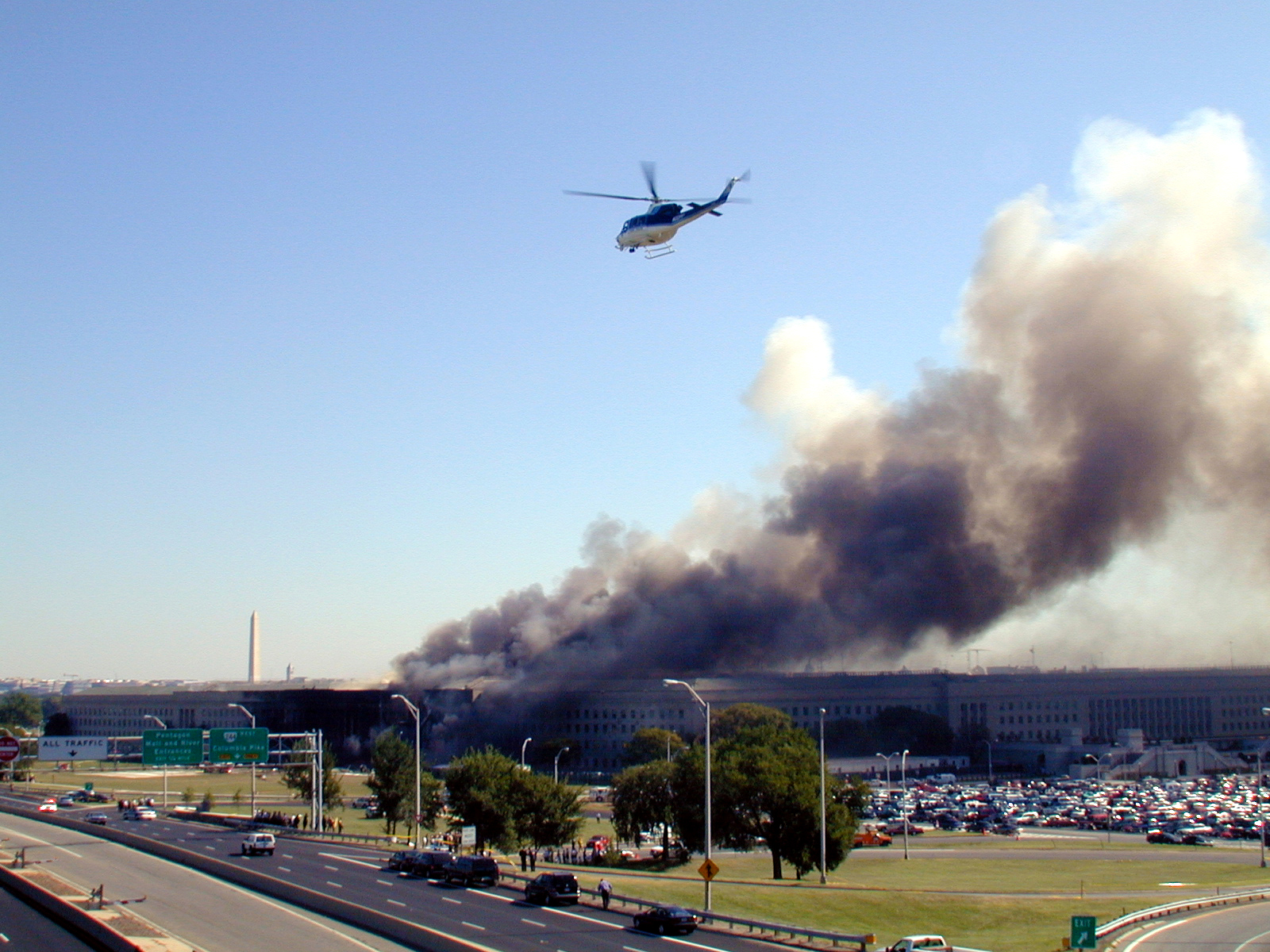
La façade Ouest du Pentagone peu après le crash

John Thompson ressentit également l'impact de sa maison.

### Boîtes noires

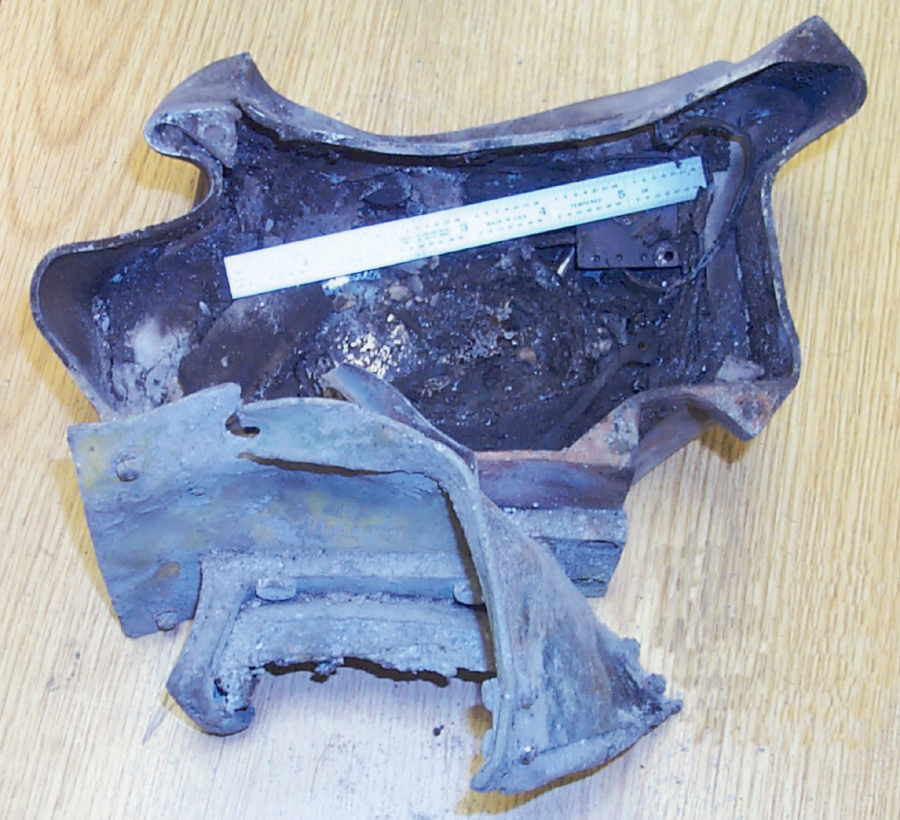
Une des boîtes noires du vol 77

Les boîtes noires du vol 77 sont retrouvées le 14 septembre à 3 h 40. Elles sont endommagées par l'incendie du Pentagone. L'enregistreur phonique du cockpit est inutilisable tandis que l'enregistreur de paramètres est légèrement endommagé. Il est utilisé lors du procès de Zacarias Moussaoui en 2006.

## Conséquences

### Incendie du Pentagone

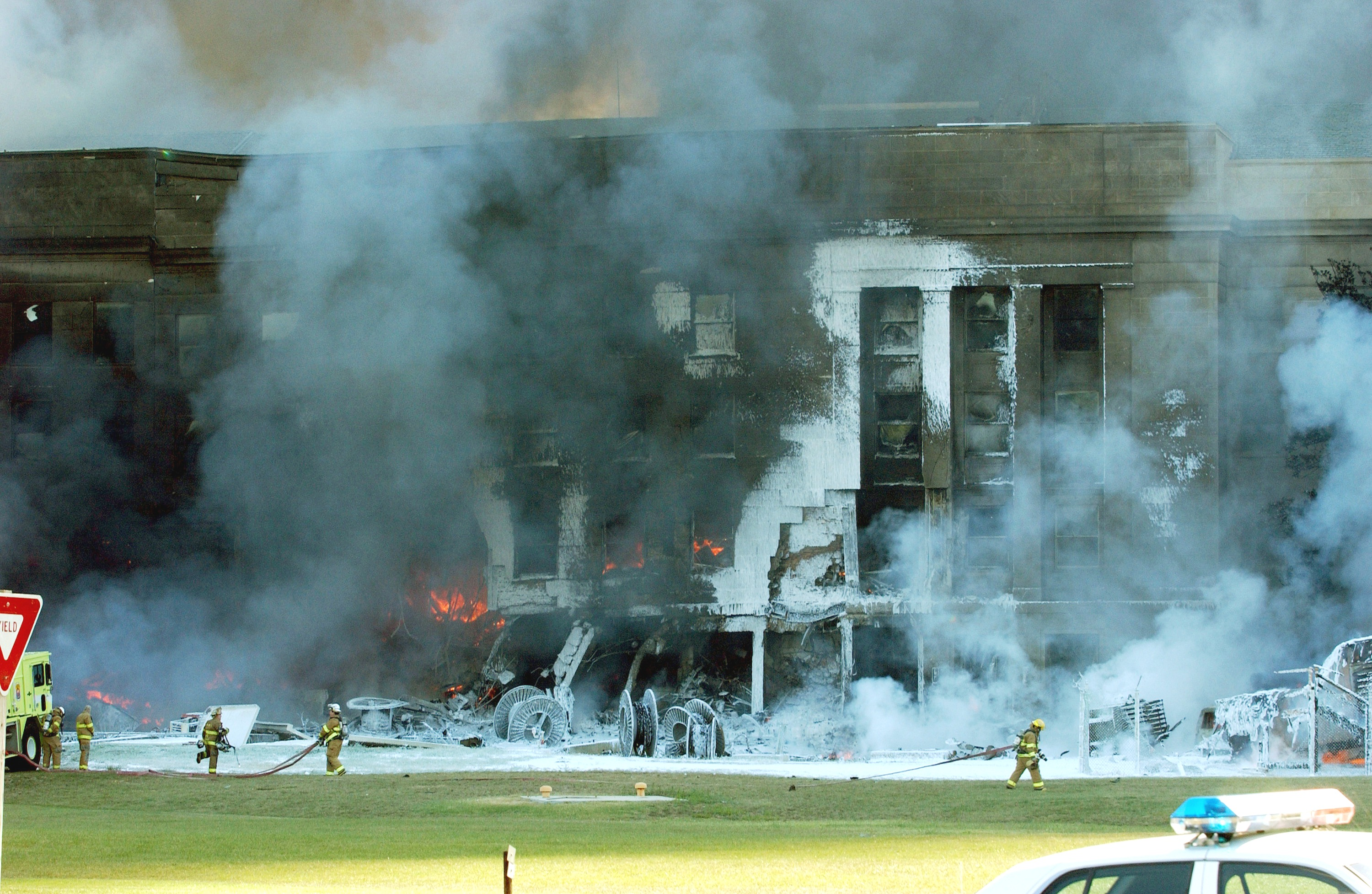
Le Pentagone, quelques minutes après le crash, en feu.

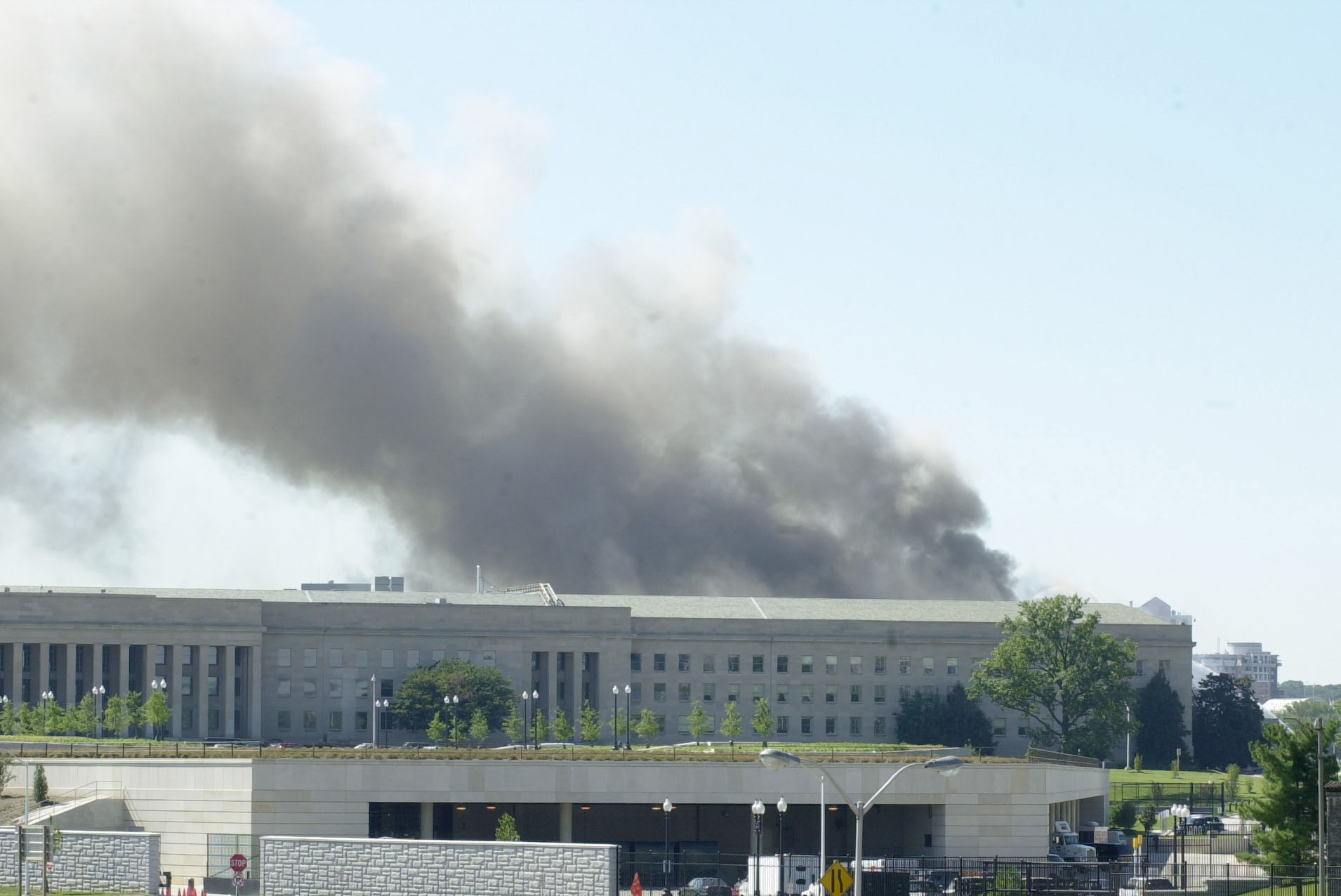
L'incendie du Pentagone, vu d'un autre angle

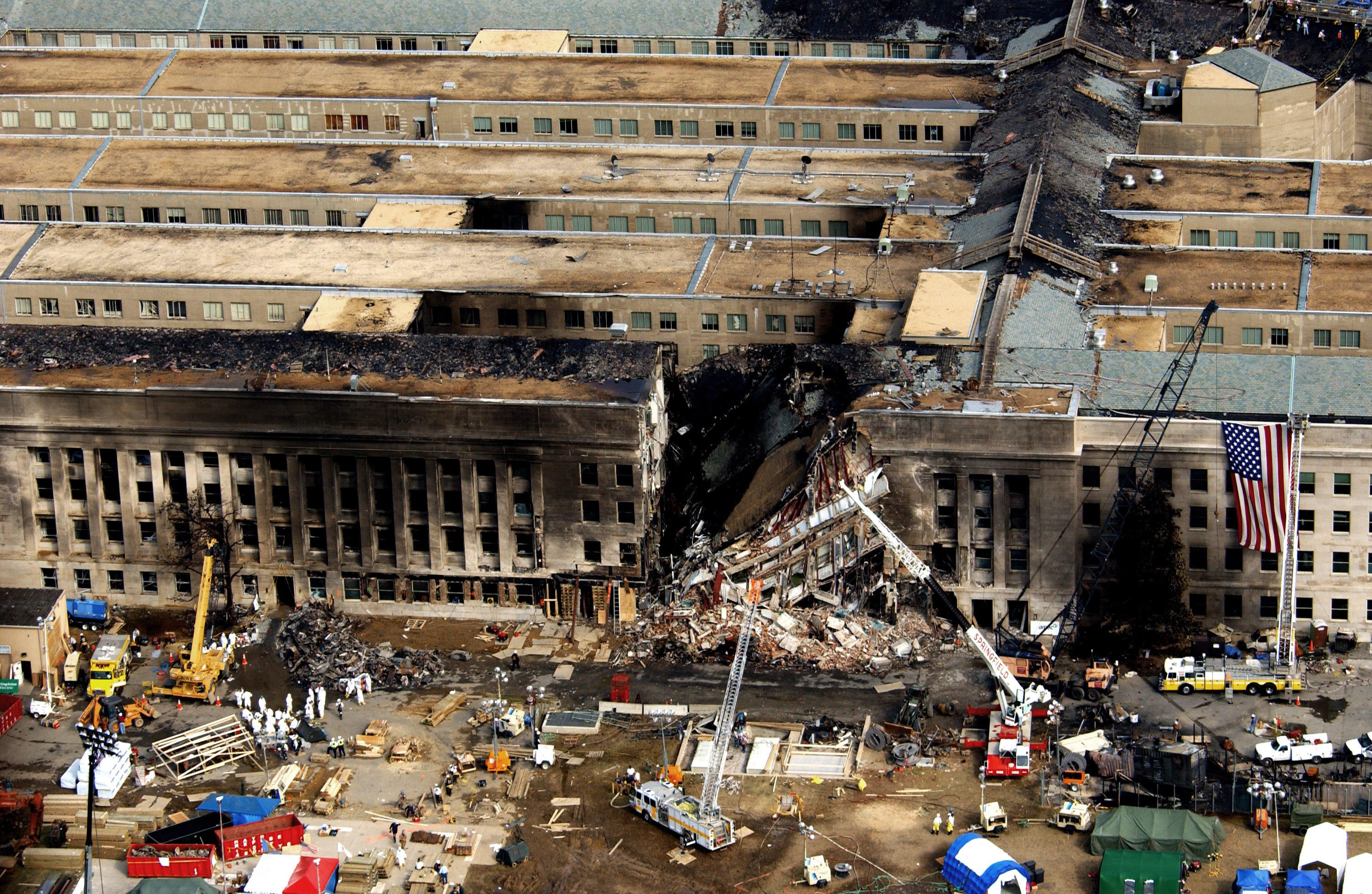
Le Pentagone après l'effondrement d'une partie du bâtiment.

L'incendie consécutif à l'impact fut relativement violent mais circonscrit à la partie nord de l'aile frappée (dans le sens de l'axe de vol). À 10 h 10 puis à 10 h 50, une partie du bâtiment s'effondra à cause de l'incendie.
Les pompiers ne purent jusqu'à 13 h 00 approcher la zone d'impact en raison de son intensité et il était encore actif dix-huit heures plus tard. Il a été constaté que des vitres ont été liquéfiées [réf. incomplète], du béton fendu et qu'un camion pompier, à poste face à l'héliport au moment de l'impact, eut l'arrière partiellement fondu [réf. incomplète], témoignages d'une température élevée (proche de 1 500 °C).

### Mémorial du Pentagone
Pour honorer les 184 victimes, 184 bancs éclairés ont été organisés selon les âges des victimes, en commençant par Dana Falkenberg, 3 ans, à John Yamnicky Sr., 71 ans, sur un terrain paysagé de 1,93 acres (7 800 m2). Chaque banc est gravé avec le nom d'une victime.
Les bancs représentant les victimes qui étaient à l'intérieur du Pentagone sont agencés de sorte que ceux qui lisent les noms doivent faire face à la façade sud du Pentagone que l'avion a percutée.
Les bancs réservés aux victimes qui se trouvaient à bord de l'avion sont disposés de telle sorte que ceux qui lisent le nom gravé ont le regard tourné vers le ciel le long du chemin parcouru durant le vol. Un bassin peu profond éclairé dans lequel coule de l'eau est placé sous chaque banc. Si plus d'un membre d'une famille est mort lors de l'attaque, les noms de famille sont répertoriés dans le bassin réfléchissant sous le banc, en plus des bancs séparés qui ont été créés pour chaque individu.

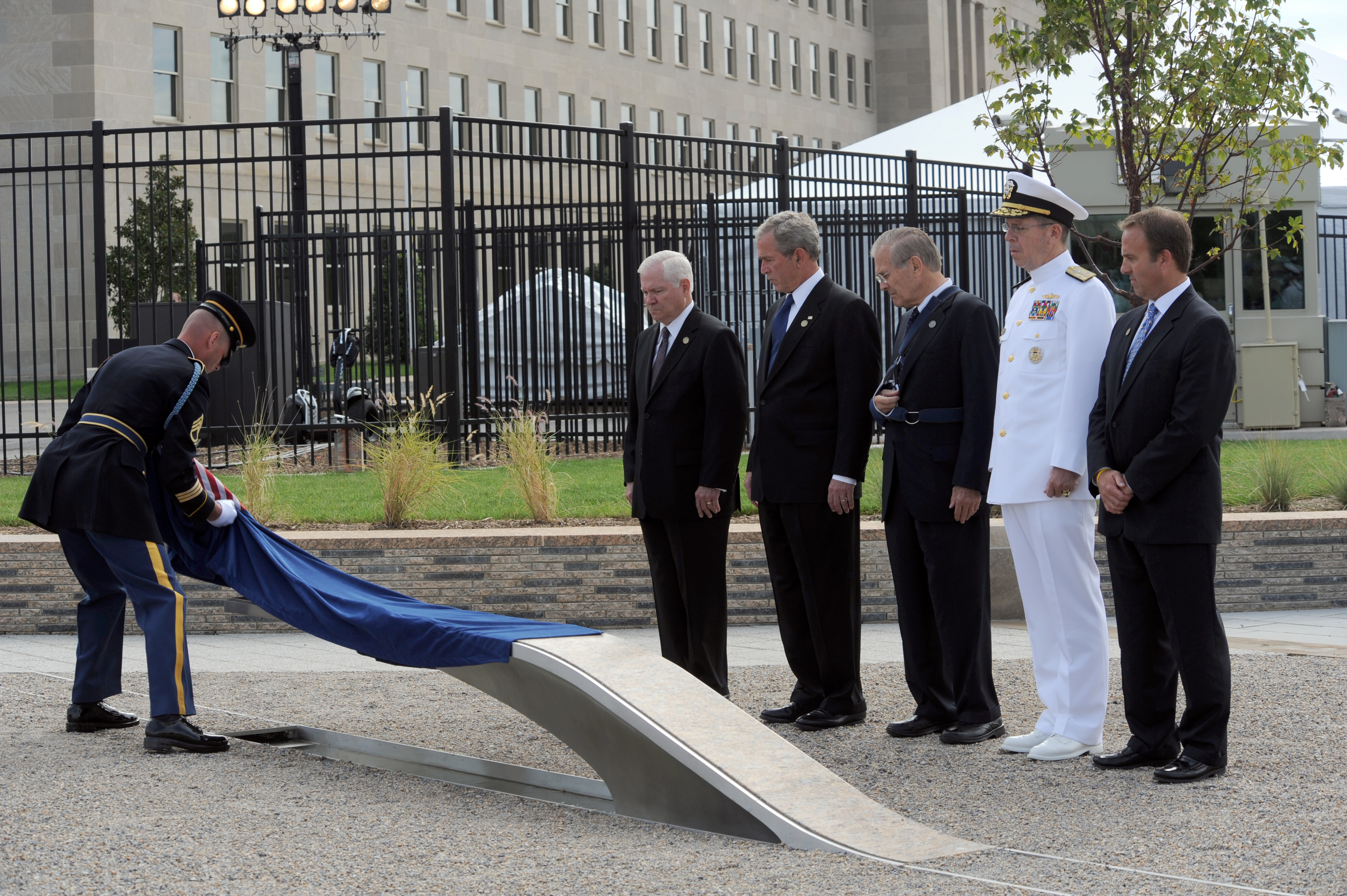
Cérémonie d'inauguration le 11 septembre 2008

Un mur le long du bord du Mémorial commence à une hauteur de 3 pouces et culmine à une hauteur de 71 pouces, correspondant aux âges des victimes la plus jeune et la plus âgée de l'attaque. Environ 85 érables ont été plantés sur les terrains adjacents.

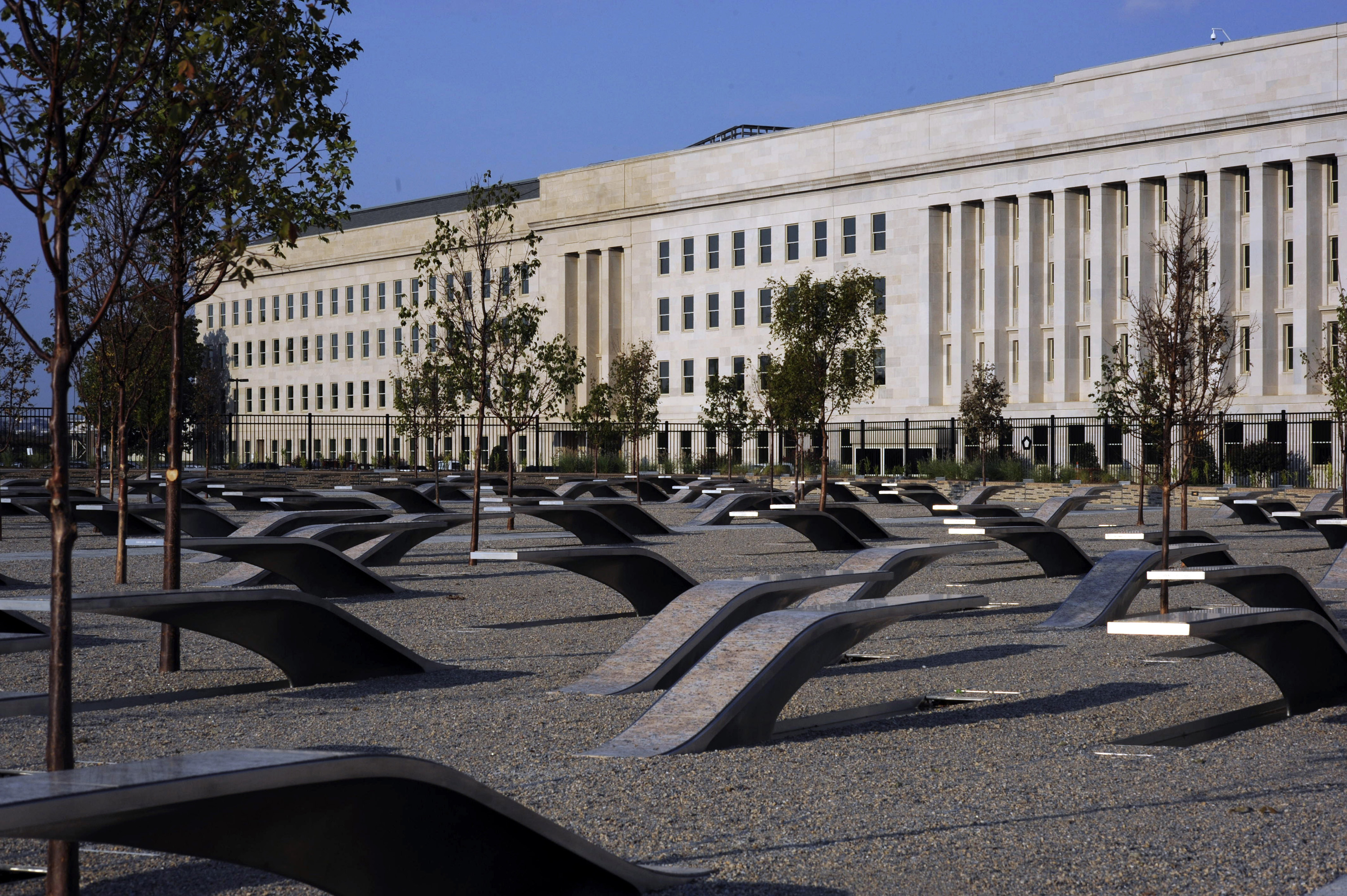
Le Mémorial du Pentagone, peu après son ouverture, en septembre 2008.

Pour commémorer le tragique évènement, un drapeau américain est accroché sur la section du Pentagone frappée par l'avion du vol 77. La nuit, cette section du bâtiment est éclairée.
Des services commémoratifs ont lieu le 11 septembre de chaque année avec un service dans un auditorium du Pentagone pour les employés. Un service plus intime est tenu au mémorial pour les familles et les amis des victimes tuées au Pentagone ce jour-là.

### Théories du complot

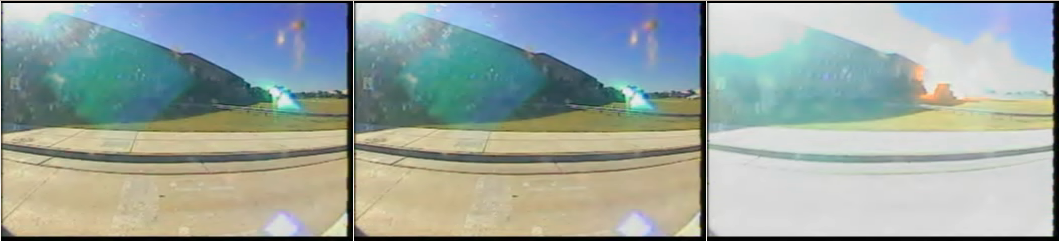
Les trois images clés de la première des deux vidéos rendues publiques en 2004 par le département de la défense américain. Vers le milieu du bord droit de l'image centrale, ce qui pourrait être l'avant du Boeing 757.

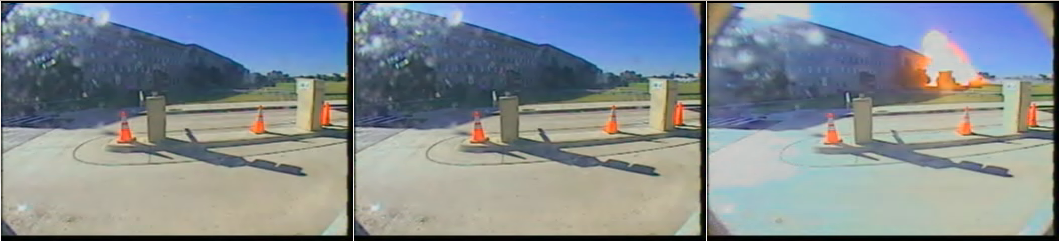
Les trois images clés de la seconde vidéo. Sur l'image centrale, on distingue, entre le haut de la borne droite et le bord droit de l'image, une trainée de fumée. Les quatre pixels sombres au-dessus de la borne droite pourraient être la dérive de l'avion.

Le vol 77 est celui sur lequel les premières théories du complot à propos des attentats du 11 septembre 2001 se sont appuyées. Ainsi Thierry Meyssan dans son livre L'Effroyable Imposture a avancé, dès mars 2002, que le Pentagone n'avait pas été frappé par un avion mais par un missile. Selon lui, les dégâts de la façade prise en photo quelques minutes après le crash ne correspondent pas à ceux d'un avion de ligne.
À ceci, d'autres opposent le fait qu'une centaine de personnes témoignent et confirment avoir vu un avion de ligne percuter le Pentagone. Certains confirment avoir vu les couleurs de la compagnie American Airlines sur l'avion et d'autres disent avoir identifié l'avion comme un Boeing 757,,. De plus, il serait difficile d'expliquer comment cinq lampadaires situés latéralement par rapport à la trajectoire du supposé missile ont été arrachés et d'où proviennent les éléments d'avion, comme le nez, les trains d'atterrissage, des sièges et les deux boîtes noires, retrouvés à l'intérieur du bâtiment,,,. Enfin on a pu formellement identifier par leur ADN la quasi-totalité des passagers, ainsi que des hôtesses de l'air et les pilotes,,. Des effets personnels des passagers, identifiés par les familles des victimes, ont également été trouvés à l'intérieur du bâtiment.

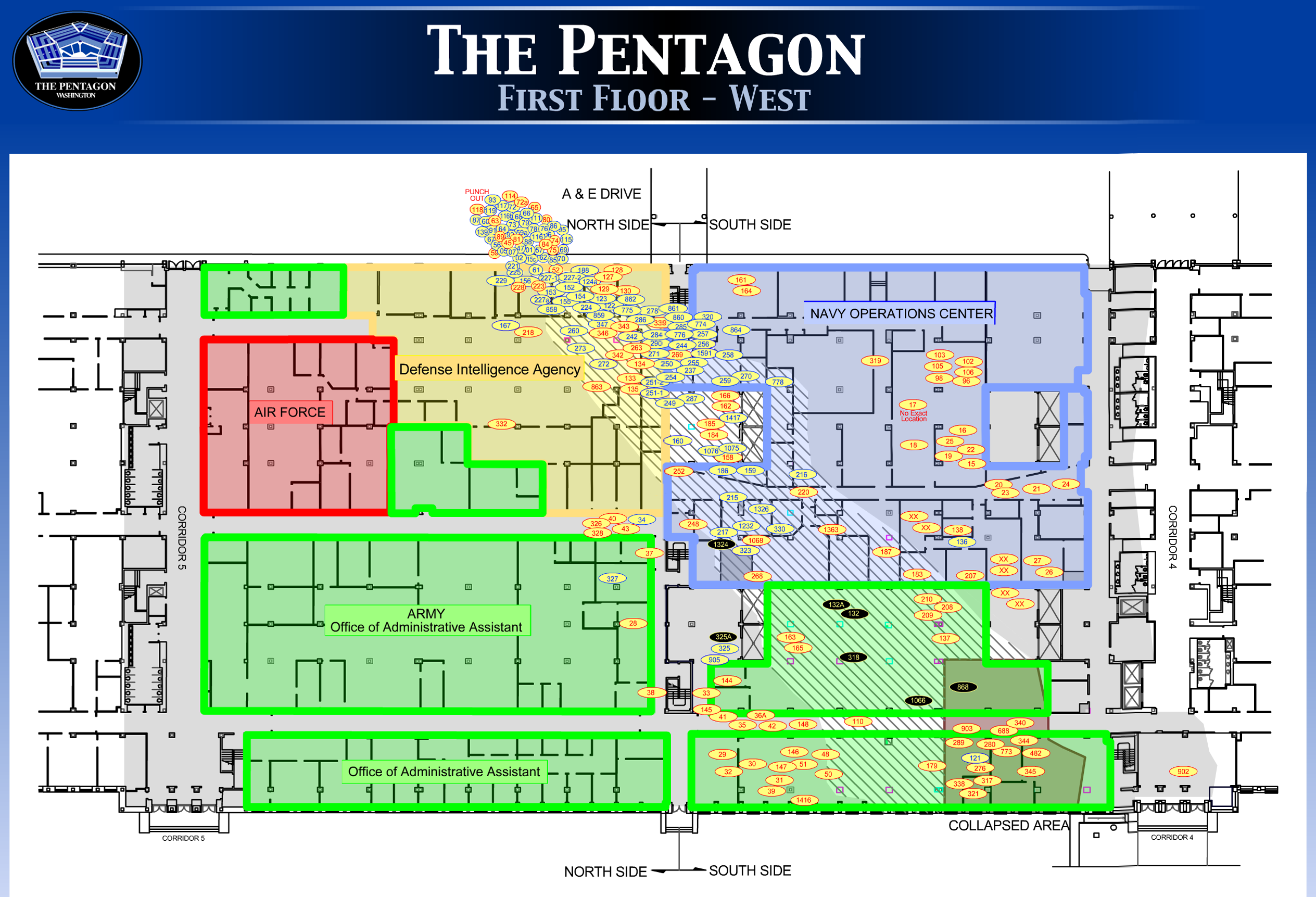
Schéma des fragments de corps des passagers du vol 77 et du personnel retrouvés dans le Pentagone.

Les témoignages directs et les photos montrant les débris éparpillés ne manquent pourtant pas ; par exemple, l'expert en explosions Allyn E. Kilsheimer : « J’ai vu les marques des ailes de l’avion sur la façade du bâtiment. J’ai ramassé des morceaux d’avion avec des identifications de la compagnie d’aviation sur eux. J’ai tenu de ma main la queue de l’avion et j’ai retrouvé la boîte noire. [...] J’ai tenu dans mes mains des morceaux des uniformes de l’équipage, avec des morceaux de corps. C’est bon, maintenant. »

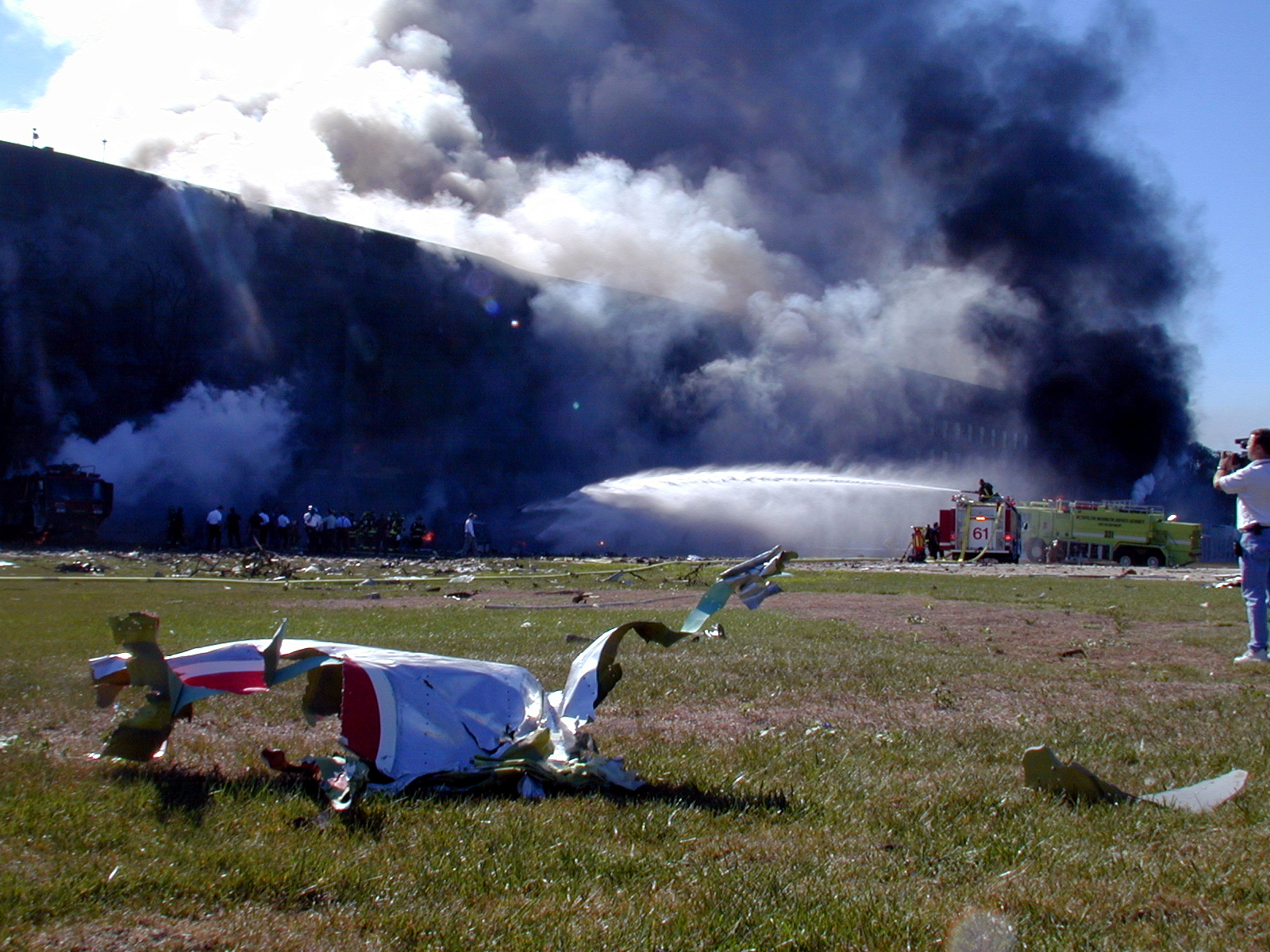
Lutte contre l'incendie au Pentagone. Sur la pelouse, un des débris du vol 77.

Le correspondant de CNN Jamie McIntyre (en) (qui avait affirmé en direct qu’aucun débris d'avion n'était visible sur le sol autour du Pentagone, mais que les débris étaient bien visibles autour et dans le bâtiment) affirme également avoir vu des morceaux de l'avion : « Je pouvais voir des bouts de l'avion qui s'est écrasé dans le bâtiment, de très petites parties de cet avion. »

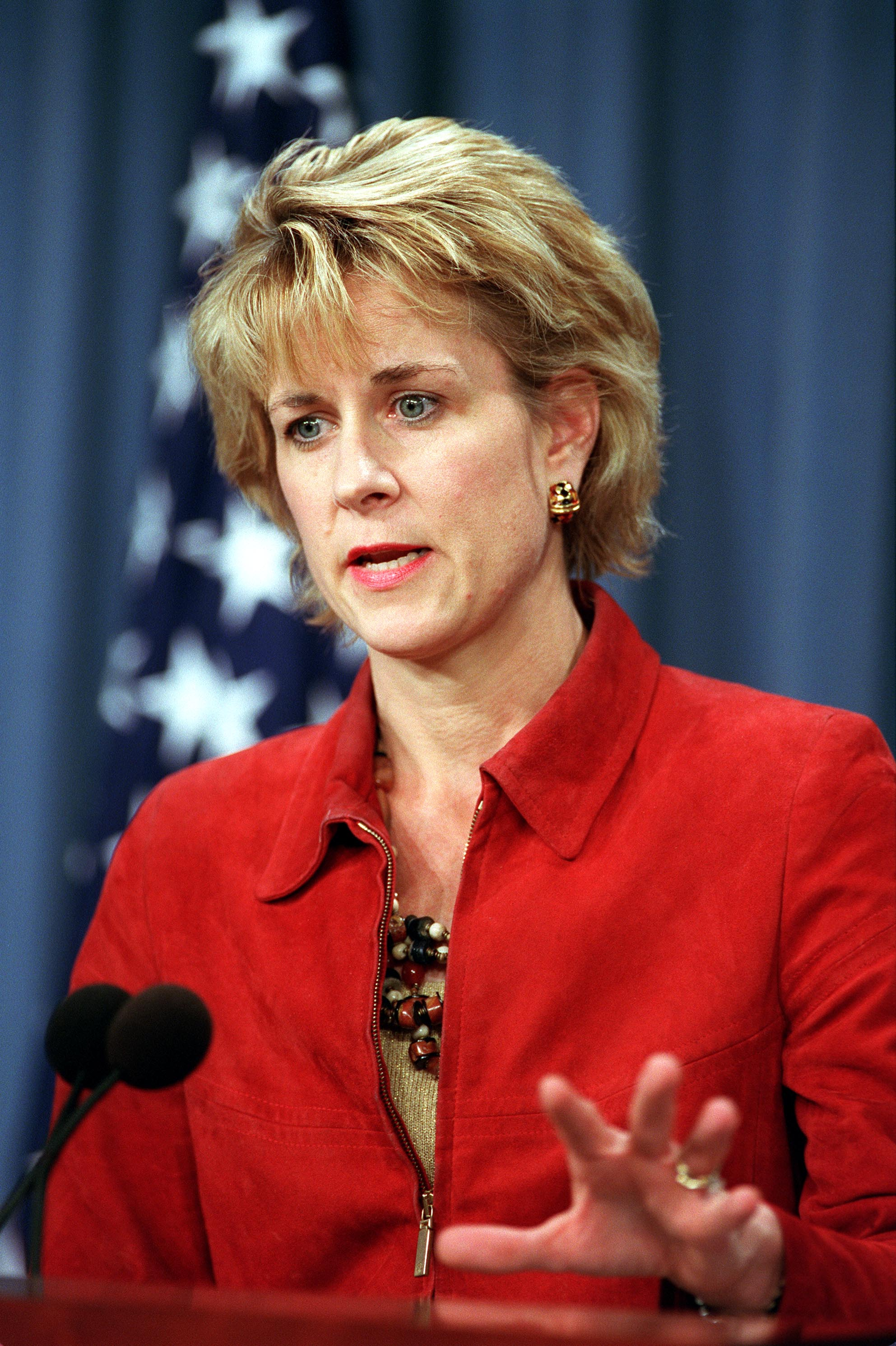
Victoria Clarke lors d'une conférence de presse au Pentagone en 2001

En juin 2002, Victoria Clarke, assistante de Donald Rumsfeld, fut l'une des premières personnalités à répondre aux théories du complot concernant les attentats du 11 septembre :« Il n'y a pas de question, il n'y a aucun doute sur ce qui s'est passé ce jour-là. Et je pense que c'est inacceptable que quelqu'un puisse tenter de diffuser ce genre de mythe. Je pense également que c'est inacceptable pour quiconque de donner à ce genre de personne quelque forme de publicité que ce soit.
– C'est insultant ? [lui demanda un journaliste]
– C'est bien plus qu'insultant. »

## Nationalités des personnes à bord
Note : Cette liste ne comprend pas la nationalité des cinq terroristes.
| Nationalité  | Passagers | Équipage | Total |
| ------------ | --------- | -------- | ----- |
| États-Unis   | 47        | 6        | 53    |
| Chine        | 2         | 0        | 2     |
| Corée du Sud | 1         | 0        | 1     |
| Australie    | 1         | 0        | 1     |
| Éthiopie     | 1         | 0        | 1     |
| Royaume-Uni  | 1         | 0        | 1     |
| Total        | 53        | 6        | 59    |

## Documentaires télévisés et film
- L'attentat du Pentagone, 13e épisode de la 1re saison de La Minute de vérité sur National Geographic Channel et sur Direct 8.
- L'accident a fait l'objet d'un épisode dans la série télé Air Crash nommé « L'attaque du Pentagone » (saison 16 - épisode 2).
- Vol 93, film relatant les attentats du 11 septembre 2001 sorti le 12 juillet 2006 en France

### Citations originales
1. ↑  « I didn't get the feeling that he hated me or hated Americans. […] He was very kind and gentle to my son, who was 3 years old. »
.
2. ↑  « The staff thought he was a very nice guy… There was no suspicion as far as evildoing. »
.
3. ↑  « We thought that he liked the USA… I would think he would give his life to save lives, not to do this. »
.
4. ↑  « "We’ve got to tell the Bureau about this. These guys clearly are bad. One of them, at least, has a multiple-entry visa to the U.S. We've got to tell the FBI." And then [the CIA officer] said to me, 'No, it's not the FBI's case, not the FBI's jurisdiction. ».
5. ↑  « An aircraft [is] coming at you and not talking with us. ».
6. ↑  « The speed, the maneuverability, the way that he turned, we all thought in the radar room, all of us experienced air traffic controllers, that that was a military plane. You don't fly a 757 in that manner. It's unsafe. ».
7. ↑  « Looks like that aircraft crashed into the Pentagon sir. ».
8. ↑  « Barbara was calm and collected as she told him how hijackers had used boxcutters and knifes to take control of the plane and had herded the passengers and crew to the back. “Ted, what can I do?” she asked him. “What can I tell the pilot?” Then, inexplicably, she got cut off. »
.
9. ↑  « Now let me tell you this. I – I'll – we've been looking. We're – also lost American 77 ... They lost contact with him. They lost everything. And they don't have any idea where he is or what happened. ».
10. ↑  « I don't want to alarm anybody right now, but apparently—it felt just a few moments ago like there was an explosion of some kind here at the Pentagon. ».
11. ↑  « I was cutting the grass and it came in screaming over my head. I felt the impact. The whole ground shook and the whole area was full of fire. I could never imagine I would see anything like that here. ».
12. ↑  « I looked out my window and I saw this plane, this jet, an American Airlines jet, coming. And I thought, 'This doesn't add up, it's really low.' And I saw it. I mean it was like a cruise missile with wings. It went right there and slammed right into the Pentagon. ».
13. ↑  « I saw the marks of the plane wing on the face of the building. I picked up parts of the plane with the airline markings on them. I held in my hand the tail section of the plane, and I found the black box. [...] I held parts of uniforms from crew members in my hands, including body parts. Okay? ».
14. ↑  « I could see parts of the airplane that crashed into the building, very small pieces of the plane on the heliport outside the building. »
15. ↑  « There is no question, there is no doubt on what happened this day. And I think that it is inacceptable that somebody can try to spread this kind of myth. I also think that it is unacceptable for whoever to give to this kind of person any kind of publicity. — It's insulting ? — It's much more than insulting. ».